# Harcerz Śląski
Harcerz Śląski (podtytuł: „Pismo Katowickie Kręgu Instruktorów Harcerskich im. Andrzeja Małkowskiego”) – niezależne pismo, wydawane poza cenzurą przez Krąg Instruktorów Harcerskich im. Andrzeja Małkowskiego w Katowicach. Powstało z inicjatywy współorganizatora i przewodniczącego katowickiego KIHAM – phm. Wojciecha Poczachowskiego. Ukazywało się od stycznia do listopada 1981; w sumie ukazało się 8 numerów Harcerza Śląskiego. Wydawanie pisma przerwał stan wojenny.

## Redakcja
Pismo redagowali: Wojciech Poczachowski, Bogdan Suchy, Marek Wójcicki, Jacek Żelazny, Anna Gadomska i Paweł Wieczorek. Tytuł nawiązywał do wydawanego w latach 1920–1921 na Śląsku dwutygodnika harcerskiego wydawanego w języku polskim pt. „Harcerz Śląski” redagowanego w Bytomiu oraz Cieszynie.